# Meistriliiga 2019/2020 (lední hokej)
Sezóna Meistriliiga 2019/2020 (známá také jako Coolbet Hokiliiga podle sponzora) byla 80. sezónou Meistriliiga, nejvyšší úrovně ledního hokeje v Estonsku. Sezóna začala 28. září 2019, a byla předčasně ukončena 8. března 2020 z důvodů pandemie covidu-19. Ligy se účastnily 4 týmy z Estonska.

## Týmy
| Tým        | Město        | Stadion                  | Kapacita |
| ---------- | ------------ | ------------------------ | -------- |
| Välk 494   | Tartu        | Astri Arena              | 600      |
| Narva PSK  | Narva        | Ledová síň Narva         | 1500     |
| HC Viking  | Tallinn      | Ledová hala Tondiraba    | 2500     |
| HC Everest | Kohtla-Järve | Ledová hala Kohtla-Järve | 2000     |

## Systém soutěže
V základní části se všechny týmy utkaly vzájemně 6krát, třikrát doma a třikrát venku, Potom se hrálo play off o mistra ligy a konečné umístění.

## Základní část
| P  | Tým        | Z  | V  | V2 | P1 | P  | VG  | OG  | Body |
| -- | ---------- | -- | -- | -- | -- | -- | --- | --- | ---- |
| 1. | Välk 494   | 18 | 14 | 0  | 1  | 3  | 137 | 68  | 29   |
| 2. | Narva PSK  | 18 | 8  | 1  | 1  | 8  | 82  | 85  | 19   |
| 3. | HC Viking  | 18 | 7  | 2  | 1  | 8  | 73  | 83  | 19   |
| 4. | HC Everest | 18 | 2  | 2  | 2  | 12 | 68  | 124 | 10   |

## Play off
- Välk 494 - HC Everest 2:1 pp, 6:4
- Narva PSK - HC Viking 2:4, 6:4